# Yummy Yummy Yummy
Singles de Ohio Express
Try It
(février 1968) Down at Lulu's
(août 1968)
Yummy Yummy Yummy est une chanson écrite par Arthur Resnick et Joey Levine, parue en single en 1968 sous le nom Ohio Express. 
En réalité, aucun membre du groupe Ohio Express ne figure sur l'enregistrement : elle est chantée par Levine, accompagné de musiciens de studio. Elle rencontre un grand succès à sa sortie et se classe dans le Top 10 de nombreux pays, notamment au Canada (no 1), aux États-Unis (no 4) et au Royaume-Uni (no 5).

## Dans la culture populaire
Yummy Yummy Yummy est utilisée :
- dans l'épisode du Monty Python's Flying Circus How Not to Be Seen ;
- dans l'épisode des Simpson La Grande Malbouffe ;
- dans le film Super Size Me.
- dans le film Las Vegas Parano
- dans la série Timon et Pumbaa
- dans le film Bienvenue à Marwen (2018)